# Грінпорт-Вест (Нью-Йорк)
Грінпорт-Вест (англ. Greenport West) — переписна місцевість (CDP) в США, в окрузі Саффолк штату Нью-Йорк. Населення — 2282 особи (2020).

## Географія
Грінпорт-Вест розташований за координатами 41°5′27″ пн. ш. 72°23′16″ зх. д. / 41.09083° пн. ш. 72.38778° зх. д. (41.090906, -72.387821).  За даними Бюро перепису населення США в 2010 році переписна місцевість мала площу 8,64 км², з яких 8,31 км² — суходіл та 0,32 км² — водойми.

## Демографія
Згідно з переписом 2010 року, у переписній місцевості мешкали 2124 особи в 960 домогосподарствах у складі 506 родин. Густота населення становила 246 осіб/км².  Було 1651 помешкання (191/км²).
Расовий склад населення:
| - 81,5 % — білих - 5,4 % — чорних або афроамериканців - 0,8 % — азіатів - 0,4 % — корінних американців - 0,1 % — вихідців з тихоокеанських островів - 10,1 % — осіб інших рас |

До двох чи більше рас належало 1,7 %. Частка іспаномовних становила 15,4 % від усіх жителів.
За віковим діапазоном населення розподілялося таким чином: 14,6 % — особи молодші 18 років, 47,1 % — особи у віці 18—64 років, 38,3 % — особи у віці 65 років та старші. Медіана віку мешканця становила 55,1 року. На 100 осіб жіночої статі у переписній місцевості припадало 82,8 чоловіків;  на 100 жінок у віці від 18 років та старших — 81,8 чоловіків також старших 18 років.
Середній дохід на одне домашнє господарство  становив 85 869 доларів США (медіана — 56 806), а середній дохід на одну сім'ю — 124 891 долар (медіана — 75 875). Медіана доходів становила 36 250 доларів для чоловіків та 33 214 долари для жінок. За межею бідності перебувало 15,1 % осіб, у тому числі 21,4 % дітей у віці до 18 років та 7,7 % осіб у віці 65 років та старших.
Цивільне працевлаштоване населення становило 562 особи. Основні галузі зайнятості: мистецтво, розваги та відпочинок — 16,9 %, науковці, спеціалісти, менеджери — 16,4 %, роздрібна торгівля — 14,6 %, будівництво — 13,3 %.